# あごバリア
あごバリア（5月30日 - 2016年3月22日）は、日本の男性ゲームクリエイター（プランナー・シナリオライター・プログラマー・スクリプター）。

## 経歴
幼少期から小説とゲーム好きの生活を送り、大学生の時にゲームのシナリオ執筆を志すが、当時はシナリオライター単独での募集が少なかったため、コンピュータプログラムの勉強を進める。『Kanon』の二次創作同人小説を執筆するなど同人活動にも励んでおり、同人誌即売会でその名を知っていた西又葵や鈴平ひろとゲームセンターのコミュニケーションノートで知り合った縁からBasiLに入社。
当初はプログラマー・スクリプトに従事し、『Bless 〜close your eyes, open your mind.〜』の企画段階でサブシナリオ、制作中にメインシナリオへ昇格し、シナリオライターとしてデビュー。第3作『それは舞い散る桜のように』のサブシナリオを務めた後、BasiLを退社。有限会社アレスへ入社し、ういんどみる所属となる。
ういんどみる在籍中に西又らがNavelを立ち上げたため、処女作『SHUFFLE!』の企画・シナリオを担当。大ヒットし、人気ライターの仲間入りをする。『SHUFFLE!』の発売後にはアレスを退社して有限会社オメガビジョン（現在は株式会社）に入社し、Navel所属となる。以後、『らぶドル -New Lyrics-』のシナリオなどを担当。Navelの姉妹ブランドLime発足に伴いLimeにも所属し、第1作『ノストラダムスに聞いてみろ♪』の企画・シナリオを担当するが、制作中の2007年3月末に株式会社オメガビジョンを退社し、フリーに移行。
2008年よりRosebleuに所属。ブランド処女作『Stellar☆Theater』のシナリオを守屋天とともに担当する。
2016年1月25日には自身初のライトノベル『勇者と魔王が電撃同盟！ キッカケは、お互いの恋を応援するため!?』（KADOKAWAメディアファクトリーMF文庫J）で小説家デビューを果たしたが、同年3月22日に急逝していたことが3月31日にMF文庫J公式サイトで公表された。鈴平によれば、病名こそ明らかにしなかったが、長期治療になるが完治が見込める闘病生活に入った矢先の訃報であったという。
2018年11月27日にSHUFFLE!15周年プロジェクト第一弾とし新作『SPIRAL!!』が発表された。あごバリア氏が生前に残していた『2』となる作品やそれに関連する企画とされている。

## 人物
- ペンネームの由来は、アーケードゲームのGダライアスに出てくるボス、アブソリュートディフェンダーから[3]。
- 尊敬するライターは『ショコラ 〜maid cafe "curio"〜』シリーズの丸戸史明と、『とらいあんぐるハート』シリーズの都築真紀。ゲームは娯楽・エンターテイメントであり、楽しんでもらう事が重要だととらえており、基本的にはハッピーエンドがモットー。前掲の2人のシナリオは世界観が暖かい雰囲気で、日常シーンもエンターテイメントしており、気持ちよい終わり方をする所に惹かれるとのこと[3]。
- ロングヘア好き[1]。『SHUFFLE!』の時雨亜沙ルートでは、個人的な趣味からショートヘアである亜沙の髪の毛を伸ばすシナリオを作っている[8]。
- 後付の設定を矛盾なく物語に取り入れることができることから、スタッフより「つじつま合わせのあごバリア」と呼ばれていた[9]。
- 『Really? Really!』のシナリオと『らぶドル -New Lyrics-』のシナリオを同時進行で行うなど、速筆、多作家である。

## 参加作品

### アダルトゲーム
- BasiL在籍時
  - Bless 〜close your eyes, open your mind.〜（シナリオ）
  - 21-Two One-（企画、シナリオ）
  - それは舞い散る桜のように（サブシナリオ）
- ういんどみる在籍時
  - 結い橋つめちゃいました! P・R・O（サブシナリオ）
  - くれいどるそんぐ 〜昨日に奏でる明日の唄〜（企画、シナリオ）
- Navel在籍時
  - SHUFFLE!（企画・メインシナリオ）　※発売まではういんどみる所属
  - Tick! Tack!（企画・シナリオ・スクリプト）
  - Really? Really!（企画・シナリオ）
- フリー時
  - ノストラダムスに聞いてみろ♪（Lime、企画・シナリオ）　※企画時はNavel所属
- Rosebleu在籍時
  - Flyable Heart（ユニゾンシフト：ブロッサム、シナリオ）　※参加当初はフリー
  - Stellar☆Theater（企画・シナリオ）
  - Tiny Dungeon 〜BLACK and WHITE〜（企画・シナリオ）
  - Tiny Dungeon 〜BLESS of DRAGON〜（企画・シナリオ）
  - Flyable CandyHeart（ユニゾンシフト：ブロッサム、シナリオ）
  - Stellar☆Theater encore（企画・シナリオ）
  - Tiny Dungeon 〜BIRTH for YOURS〜（企画・シナリオ）
  - Tiny Dungeon 〜BRAVE or SLAVE〜（企画・シナリオ）
  - いんぴゅり〜ヒトとアナタとアヤカシと〜（企画・シナリオ）

### 一般ゲーム
- 21-Two One-（プリンセスソフト、シナリオ）
- SHUFFLE!ON THE STAGE（角川書店、企画・シナリオ）
- Really? Really! リアリアDS（角川書店、シナリオ）

### 雑誌企画
- らぶドル -New Lyrics-（エンターブレイン刊「マジキュー」連載、原作）　※イラスト：西又葵
- ジャッジメントちゃいむ（メディエイション刊「E☆2」連載、シナリオ）　※イラスト：西又葵
- R・G・B!（アスキー・メディアワークス刊「電撃萌王」連載、シナリオ）　※イラスト：鈴平ひろ

### 小説
- 勇者と魔王が電撃同盟！ キッカケは、お互いの恋を応援するため!?（KADOKAWAメディアファクトリーMF文庫J） ※イラスト：なつめえり